# Constitución argentina de 1826

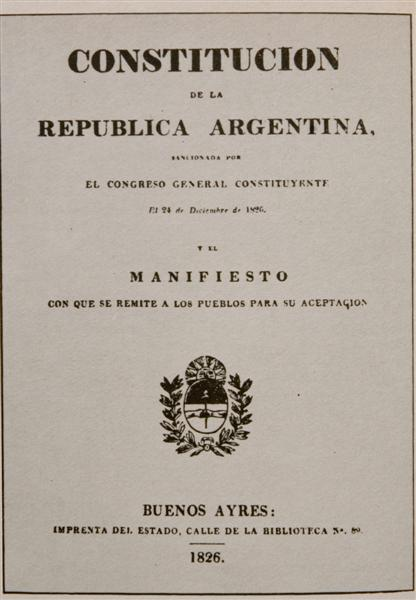
Constitución Argentina de 1826

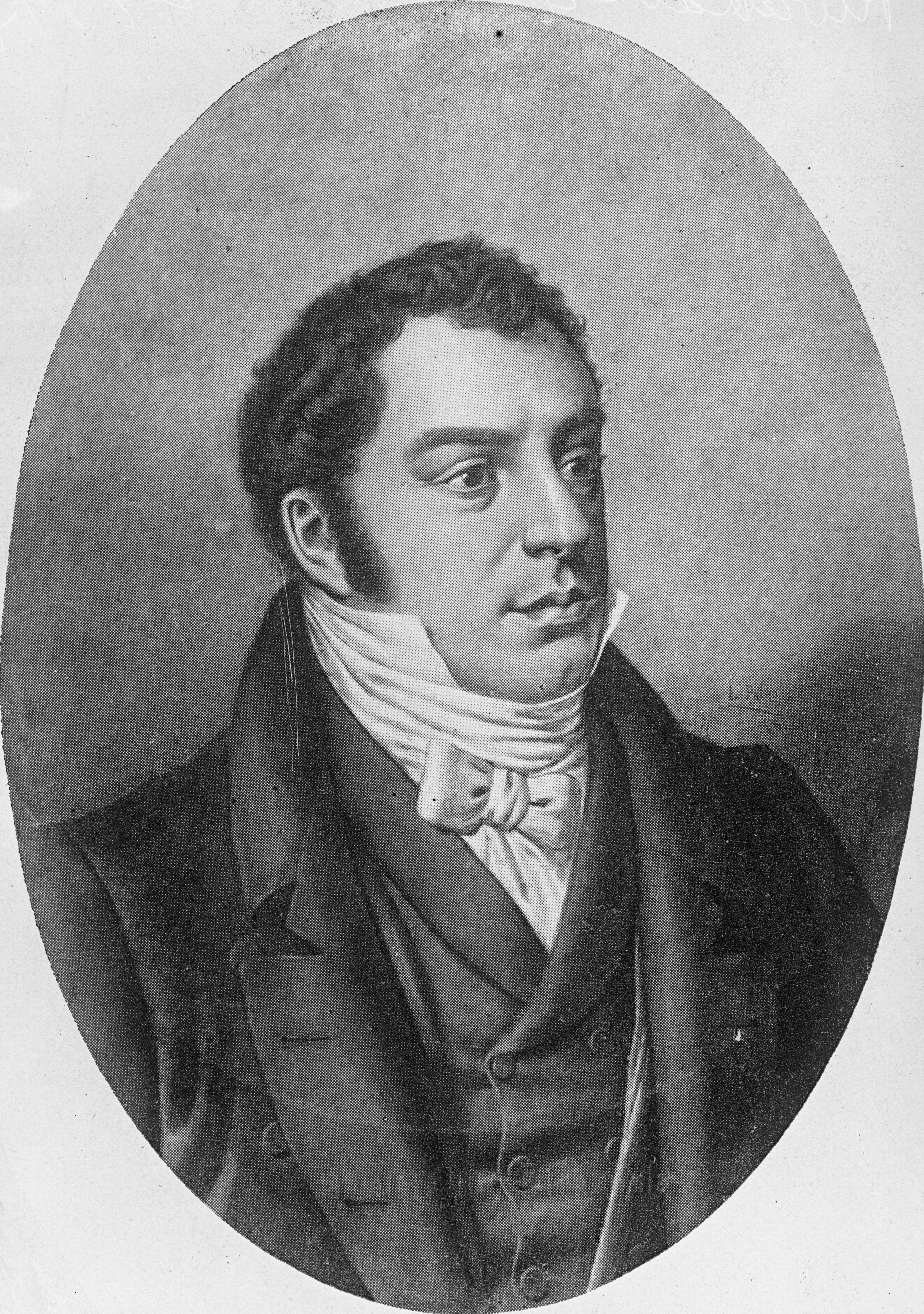
Bernardino Rivadavia, presidente de las Provincias Unidas del Río de la Plata (1826-1827).

La Constitución de 1826, o Constitución de Rivadavia, como también es conocida, fue una fallida constitución argentina impulsada por el gobierno de Bernardino Rivadavia durante el período de las guerras civiles, y mientras el país se encontraba en guerra con Brasil. Estableció un régimen de gobierno unitario, en virtud del cual los gobernadores de las provincias quedaban bajo el mando del presidente. Durante las sesiones del Congreso constituyente, el diputado Manuel Dorrego realizó un famoso discurso alertando sobre el peligro de disolución que significaba establecer un orden unitario, diciendo "Nos hallamos sobre un volcán y es necesario precaver y paralizar su ejecución". La "Constitución de Rivadavia" reavivó la guerra civil, desencadenando la creación de la Liga Provincial en mayo de 1827, entre once de las catorce provincias entonces existentes, que dispuso rechazar la constitución sancionada, "destruir las autoridades nacionales" y llamar a un "nuevo Congreso, cuyo sólo objeto sea constituir el país bajo la forma de gobierno federal". Un mes después, Rivadavia se vio obligado a renunciar; debilitado por la oposición de las provincias y el escandaloso tratado de paz con Brasil.

## Contenido
El Poder Legislativo bicameral estaría integrado por la Cámara de Representantes y la de Senadores. La primera la formarían los diputados elegidos en forma directa, que duraban cuatro años en sus funciones y se renovaban cada dos; la segunda, por senadores de cada provincia elegidos en forma indirecta que duraban nueve años en sus cargos y se renovaban por tercios cada tres años.
El Poder Ejecutivo sería desempeñado por un Presidente, que duraba cinco años y era elegido en forma indirecta por juntas provinciales. El Poder Judicial estaba integrado por una Alta Corte de Justicia, tribunales inferiores y juzgados.
Los gobiernos de provincia estarían a cargo de gobernadores, elegidos por el presidente con acuerdo del Senado, a propuesta en terna de los Consejos de Administración; estos organismos eran elegidos por el pueblo de cada provincia (entiéndase "pueblo" como los integrantes del Cabildo, ciudadanos mayores de 18 años de sexo masculino y que atesoraran fortuna y prestigio familiar, normalmente grandes hacendados, importantes comerciantes, ganaderos; al común de los ciudadanos, peones, esclavos, personas pobres, no se les permitía participar del Cabildo y por ende de las decisiones políticas que allí se tomaran). Esta constitución fue considerada de carácter unitario, ya que no sólo centralizaba las decisiones políticas en Buenos Aires sino que además prohibía la libre navegación de los ríos interiores. La Rioja, Santa Fe, Entre Ríos, Córdoba, Mendoza, Santiago del Estero, San Luis y Salta rechazaron la constitución, pero manifestaron el deseo de seguir la guerra con el Brasil "sin el Congreso ni el presidente".
El derecho de ciudadanía fue concedido a los hombres libres mayores de veinte años, pero quedaron privados del voto los analfabetos, los criados a sueldo, los peones y los jornaleros, hecho que motivó que el diputado Manuel Dorrego protestara enérgicamente por la limitación que se hacía del derecho del sufragio al sector popular.
La Constitución fue sancionada durante los años de enfrentamiento entre unitarios y federales, adoptando una clara postura centralista unitaria a favor de la ciudad de Buenos Aires. Esta constitución unitaria centralizaba las decisiones políticas en Buenos Aires, dejando a las provincias subordinadas a las elecciones que dicha provincia tomara, sin participación en las ganancias aduaneras y con grandes limitaciones en el libre comercio. También entregaba a Buenos Aires prerrogativas personales, como el hecho de que las autoridades provinciales y locales fueran elegidas por el Ejecutivo desde Buenos Aires, entre ellas el gobernador, sin respetar las autonomías locales. 

Sección III. De la forma de Gobierno

Artículo 7.- La Nación Argentina adopta para su gobierno la forma representativa republicana, consolidada en unidad de régimen.

Artículo 8.- Delega al efecto el ejercicio de su soberanía en los tres altos Poderes, Legislativo, Ejecutivo y Judicial, bajo las restricciones expresadas en esta Constitución.
 (…)

## Firmantes
Para la sanción de aquella constitución fueron consultadas las provincias acerca de la forma de Estado: Salta y La Rioja se pronunciaron por el régimen unitario, al igual que Tucumán (que curiosamente aclaró que quería conservar sus instituciones).
Mendoza, San Juan, Santiago del Estero, Tarija, Entre Ríos, Santa Fe y Córdoba se manifestaron por el sistema federal. San Luis, Catamarca, Corrientes y la Banda Oriental por lo que resolviese el Congreso, en tanto que Buenos Aires y Misiones no opinaron.
Los diputados que firmaron la Constitución de 1826 fueron:
- Diputados por la Capital (Buenos Aires): José María Roxas y Patrón. Presidente - Manuel Antonio Castro - Juan José Paso - Pedro Somellera - Joaquín Belgrano - Ildefonso Ramos Mexía - Valentín San Martín - Juan Alagón - Cornelio Zelaya - Miguel Riglos.
- Por el territorio desmembrado de la Capital (bajo control del gobierno nacional): Mariano Andrade - Diego Estanislao Zavaleta - Valentín Gómez - Manuel Bonifacio Gallardo - Alejo Castex - José Luis Bustamante - Francisco Piñeyro - Manuel Andrés Arroyo y Pinedo.
- Por la Provincia de Córdoba: Eduardo Pérez Bulnes - Elías Bedoya - Mariano Lozano - Salvador Maldonado - Miguel Villanueva - José Eugenio del Portillo.
- Por la Provincia de Corrientes: Francisco Acosta - Pedro Feliciano Cavia - Bernardo Igarzábal - Pedro Feliciano Cavia - José Ocantos.
- Por la Provincia de Catamarca: Inocencio González - Miguel Díaz de la Peña - Nicolás de Avellaneda y Tula - José Antonio Barros.
- Por la Provincia de Entre Ríos: Evaristo Carriego - Casiano Calderón - Cipriano Urquiza - Enrique Núñez.
- Por la Provincia de Mendoza: Pedro Nolasco Videla - Juan de la Cruz Vargas - José Cabero - Manuel Corvalán.
- Por la Provincia de Misiones: Manuel Pinto - Vicente Ignacio Martínez.
- Por la Provincia Oriental: Manuel Moreno - Mateo Vidal - Silvestre Blanco - Cayetano Campana.
- Por la Provincia de La Rioja: Santiago Vázquez - Eusebio Gregorio Ruzo.
- Por la Provincia de Salta y Jujuy: Juan Ignacio de Gorriti - Francisco Remigio Castellanos - José I. Álvarez de Arenales - Alejandro Heredia - José Miguel Zegada (por Jujuy) - Manuel de Tezanos Pinto (por Jujuy).
- Por la Provincia de Santiago del Estero: Félix Ignacio Frías - Manuel Vicente Mena - Manuel Dorrego - Antonio María Taboada - José Francisco Ugarteche - Juan Antonio Neirot.
- Por la Provincia de Santa Fe: Francisco de la Torre - Pedro Pablo Vidal.
- Por la Provincia de San Juan: Francisco Narciso Laprida.
- Por la Provincia de San Luis: Dalmacio Vélez Sársfield - Calixto María González - Santiago Funes.
- Por la Provincia de Tarija: José Felipe Echazú.
- Por la Provincia de Tucumán: José Ignacio Garmendia y Alurralde - Gerónimo Helguera - José Antonio Medina - Juan Bautista Paz.

Secretarios: Alejo Villegas - Juan Cruz Varela.